# Strategia della tensione
La strategia della tensione è un piano volto a creare una situazione di paura diffusa tra la popolazione, attuata mediante l'organizzazione e la realizzazione di atti terroristici, e che, mediante un disegno eversivo, tende alla destabilizzazione o al disfacimento degli equilibri precostituiti. Il termine è associato soprattutto a un periodo molto tormentato della storia della Repubblica Italiana, in particolare negli anni settanta del XX secolo, conosciuto come anni di piombo.
L'arco temporale si concentrerebbe in un periodo che andrebbe dalla strage di piazza Fontana (12 dicembre 1969) alla strage di Bologna (2 agosto 1980), sebbene alcuni studiosi retrodatino l'inizio di tale strategia al Piano Solo (1964), il fallito colpo di Stato progettato dal generale dell'Arma dei Carabinieri Giovanni de Lorenzo.

## Le origini
Prodromi della strategia della tensione, secondo Vincenzo Vinciguerra, furono nel 1965 il convegno dell'hotel Parco dei Principi e nel 1966 l'operazione manifesti cinesi.
La strategia si basa su una serie preordinata di atti terroristici volti a diffondere nella popolazione uno stato di insicurezza e di paura, tali da far giustificare, richiedere o auspicare svolte politiche di stampo autoritario; può anche essere attuata sotto forma di tattica militare che consiste nel commettere attentati dinamitardi e attribuirne la paternità ad altri.
Questa strategia era teorizzata in una dispensa, di un corso di guerriglia, intitolata Notre action politique, scritto da Yves Guillou, alias Yves Guérin-Sérac, capitano nelle guerre di Indocina, Corea e Algeria, militante dell'organizzazione paramilitare clandestina OAS, fondatore e a lungo direttore della Aginter Press, deceduto nel marzo 2022.
Questo periodo è stato caratterizzato dalla commistione di un terrorismo neofascista molto violento e da un mai chiarito terrorismo di Stato sostenuto da alcuni settori militari e politici che intendevano attuare un colpo di Stato in funzione anticomunista, specialmente dopo il movimento del Sessantotto e l'autunno caldo, sostenendo poi la teoria degli opposti estremismi.
Tale terrorismo si espresse soprattutto in stragi rivolte senza movente contro cittadini comuni o contro militanti di sinistra ed antifascisti. Secondo alcune interpretazioni questo contribuì alla decisione di esponenti dell'extraparlamentarismo di sinistra a optare per la scelta della lotta armata e del terrorismo, contrapponendosi allo Stato italiano.
Nella seconda metà degli anni '70 si incoraggiarono anche le due diverse fazioni di estrema destra ed estrema sinistra ad una radicalizzazione della lotta armata ed a rispondere colpo su colpo, azione su azione all'altrui violenza.

## Il contesto storico
Il movente principale della strategia della tensione è stato quello di destabilizzare la situazione politica italiana, per influire sul sistema democratico rendendolo instabile. In una situazione di persistenza della guerra fredda a livello internazionale, tale instabilità avrebbe bloccato il progressivo spostamento dell'asse politico e governativo verso le forze di estrema sinistra, che all'indomani del Sessantotto e dell'autunno caldo avevano migliorato le loro condizioni e rafforzato il loro ruolo nella società italiana. Vi sono molte ipotesi che portarono a sospettare un ruolo del SID in tale strategia per via di alcuni legami emersi con gruppi politici neofascisti o d'ispirazione neofascista responsabili di sanguinose azioni terroristiche, come Ordine Nuovo (ON) guidato da Clemente Graziani, Avanguardia Nazionale (AN) di Stefano Delle Chiaie, il Movimento di Azione Rivoluzionaria (MAR) di Carlo Fumagalli, La Fenice di Giancarlo Rognoni e i Nuclei Armati Rivoluzionari (NAR) dei fratelli Valerio e Cristiano Fioravanti e Francesca Mambro: infatti, secondo alcuni storici, tali attentati terroristici avevano lo scopo di seminare il terrore tra la popolazione, in modo da legittimare l'instaurazione di un governo di tipo autoritario o addirittura colpi di stato da parte di forze politiche, o comunque organizzate, generalmente gravitanti nell'area dell'estrema destra. Sempre secondo alcuni storici e le risultanze giudiziarie, tale strategia golpistica trae origine ideologica fin dalla metà degli anni sessanta, in particolare dal cosiddetto "Piano Solo" (il fallito colpo di Stato del 1964) e dal convegno dell'hotel Parco dei Principi organizzato dall'Istituto di studi militari Alberto Pollio nel maggio 1965 avente come tema la "guerra rivoluzionaria" anticomunista, in cui intervennero personalità del mondo imprenditoriale, alti ufficiali dell'esercito, giornalisti, politici ed esponenti neofascisti (tra cui Pino Rauti, Stefano Delle Chiaie e Mario Merlino).
All'inizio degli anni novanta la giudice per le indagini preliminari di Savona Fiorenza Giorgi, nel decreto di archiviazione relativo ad un'indagine su alcune bombe esplose in città tra il 1974 ed il 1975, compie un'analisi degli attentati avvenuti nella prima fase della strategia della tensione, in cui, tra le altre cose, cita le coperture garantite dai servizi italiani ad alcune azioni terroristiche ed all'operato di personaggi come Junio Valerio Borghese. Secondo quanto riportato dal giudice:
(Tribunale di Savona, ufficio del giudice per le indagini preliminari, Decreto di archiviazione procedimento penale 2276/90 R.G. pag 23 a 25)
Lo stragismo e gli attentati dinamitardi non furono l'unico strumento della strategia della tensione, in cui vanno incluse anche l'operatività di strutture segrete paramilitari con fini eversivi (Rosa dei venti, Nuclei di Difesa dello Stato, Gladio e Noto servizio), il coinvolgimento della loggia massonica P2 guidata da Licio Gelli (infiltrata nelle principali istituzioni dello Stato con finalità politiche anticomuniste) e l'organizzazione di colpi di stato (oltre al "Piano Solo", i falliti golpe Borghese del 1970 e golpe bianco del 1974).

## Attentati e stragi ascrivibili

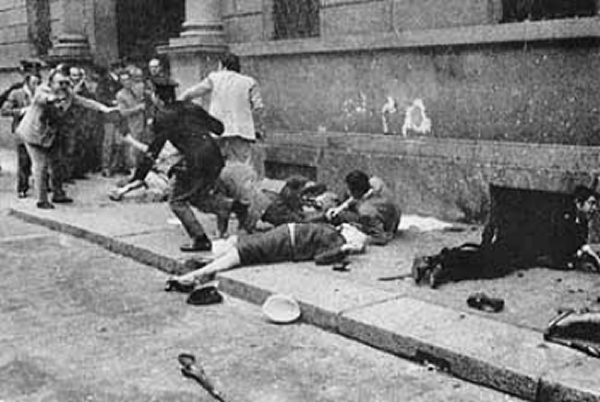
La strage della Questura di Milano del 17 maggio 1973.

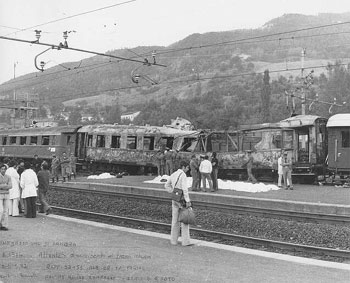
La strage dell'Italicus del 4 agosto 1974.

Si inscrive nella strategia della tensione il periodico verificarsi di stragi od attentati, tendenzialmente compiuti con esplosivi in luoghi pubblici o mezzi di locomozione di massa; la maggioranza non furono rivendicati ma ebbero (come ricostruito) come movente il favorire velleità di golpe o agire come minaccia e intimidazione del fronte antifascista di sinistra (o di magistrati che indagavano sull'eversione nera), con l'eccezione della bomba del 1984, legata alla mafia:
- Il 25 aprile 1969 scoppia una bomba al padiglione FIAT della Fiera di Milano, provocando diversi feriti gravi, ma nessun morto, e un'altra bomba viene ritrovata all'Ufficio Cambi della stazione Centrale. Qualche mese dopo, il 9 agosto vengono fatte scoppiare otto bombe su diversi treni, che provocano dodici feriti[8].
- Il 12 dicembre 1969 una bomba esplose all'interno della sede della Banca Nazionale dell'Agricoltura in piazza Fontana a Milano, provocando diciassette vittime e ottantotto feriti; nello stesso giorno viene trovata una seconda bomba inesplosa nella sede milanese della Banca Commerciale Italiana, in piazza della Scala, mentre altre tre bombe esplosero a Roma, una nel passaggio sotterraneo che collega l'entrata di via Veneto della Banca Nazionale del Lavoro con quella di via di San Basilio (tredici feriti) e altre due nei pressi dell'Altare della Patria (quattro feriti)[10].
- Il 22 luglio 1970 un treno deraglia sui binari sabotati precedentemente da una bomba nei pressi della stazione di Gioia Tauro, uccidendo sei persone e ferendone una sessantina.
- Il 31 maggio 1972, una Fiat 500 imbottita di esplosivo esplose nei pressi di Peteano, frazione di Sagrado, in provincia di Gorizia, uccidendo tre carabinieri e ferendone altri due.
- Il 17 maggio 1973 il sedicente anarchico Gianfranco Bertoli (smascherato come un provocatore dall'ultimo processo per la strage alla questura) lanciò una bomba a mano sulla folla durante una cerimonia davanti alla Questura di Milano, provocando quattro vittime e una quarantina di feriti[13].
- Dal 30 aprile 1974 al 26 maggio 1975 una serie di esplosioni provocano un morto e venti feriti a Savona.
- Il 28 maggio 1974, durante una manifestazione sindacale in piazza della Loggia a Brescia, una bomba nascosta in un cestino portarifiuti uccise otto persone mentre un centinaio rimasero ferite[10].
- Il 4 agosto 1974 una bomba esplose su una carrozza del treno Italicus all'uscita della grande galleria dell'Appennino, nei pressi di San Benedetto Val di Sambro, in provincia di Bologna, provocando dodici vittime e centocinque feriti[10].
- Il 2 agosto 1980 una bomba esplose nella sala d'aspetto della stazione di Bologna, uccidendo ottantacinque persone e provocando circa duecento feriti.
- Il 23 dicembre 1984 una bomba esplose su una carrozza del Rapido 904, ancora presso la grande galleria dell'Appennino a San Benedetto Val di Sambro, in cui diciassette persone persero la vita e oltre duecentosessanta rimasero ferite.

Talvolta sono stati considerati parte di una strategia della tensione o affini ad essa, anche la strage di Alcamo Marina, l'omicidio di Giorgiana Masi e il violento stupro subìto dall'attrice Franca Rame da parte di militanti neofascisti milanesi. I giudici Vittorio Occorsio e Mario Amato, che indagavano sui rapporti tra neofascismo e stragismo, vennero invece assassinati da due militanti di estreme destra.

### Elementi probatori
Le prove sono state spesso frammentarie, in parte andate perdute o distrutte (ad arte o involontariamente a seconda delle opinioni). In particolare, fu accertata:
- L'attiva interferenza di servizi segreti italiani;[16]
- Il sistematico depistaggio delle indagini, teso a evitare che venissero individuati i reali colpevoli
- La presenza a Verona del comando FTASE, all'epoca ubicato nella centralissima via Roma, dove era operativa una struttura informativa della CIA con diramazioni in tutto il Triveneto di cui facevano parte pure gli ordinovisti Carlo Digilio e Marcello Soffiati e che aveva il compito di "promuovere", se non addirittura appoggiare logisticamente e finanziariamente, le operazioni terroristiche della cellula veneta di Ordine Nuovo[17];
- Il supporto logistico e ideologico dell'agenzia di stampa Aginter Press, fondata nel settembre 1966 a Lisbona da elementi francesi e diretta da Yves Guillou, alias Guérin-Sérac, reduce delle guerre d'Indocina, Corea ed Algeria e membro dell'organizzazione terroristica dell'OAS; dietro il paravento dell'agenzia di stampa si celava un centro di eversione internazionale, alle dirette dipendenze del PIDE (la polizia politica del regime di Salazar) e della CIA, che si occupava del reclutamento e addestramento di mercenari specializzati in attentati e sabotaggi soprattutto nei Paesi africani (Tanzania, Algeria, Congo belga, Angola, Mozambico). Dopo la caduta del regime salazariano nel 1974, l'Aginter Press spostò le sue attività nella Spagna franchista, dove saranno rinsaldati i contatti con le strutture di Ordine Nuovo ed Avanguardia Nazionale, in particolare con Stefano Delle Chiaie[17]. Un appunto del SID del 16 dicembre 1969 indicava Guérin-Sérac come mandante della strage di piazza Fontana, Delle Chiaie come organizzatore e Mario Merlino come esecutore materiale[18]. I legami operativi tra la struttura di Guérin-Sérac e i neofascisti italiani sono stati confermati dalle testimonianze degli ex terroristi neri Vincenzo Vinciguerra e Carlo Digilio[17];
- Da documenti pubblicati sul sito WikiLeaks, hackerati dal 2010 al 2013 dai server del governo statunitense, sono emersi i cosiddetti "Kissinger Cables", comunicazioni diplomatiche inviate, tra gli altri, anche dall'ambasciata di Roma, e diretti al Dipartimento di Stato di Washington, durante l'ultima parte del segretariato di Henry Kissinger e il periodo immediatamente successivo (1973-1976): da questi cablogrammi emerge l'insofferenza della diplomazia americana per la repressione dei vari progetti eversivi dell'estrema destra neofascista da parte della magistratura italiana, che viene accusata di volere una svolta a sinistra. Emerge inoltre la richiesta fatta al governo italiano di controllare gli apparati dello Stato per impedirne la politicizzazione e penetrazione da parte dei comunisti. Molte comunicazioni riguardano il ruolo dei servizi segreti italiani e del capo del SID Vito Miceli e l'avversione per il ministro democristiano Paolo Emilio Taviani, considerato troppo morbido con l'estrema sinistra, e troppo preoccupato nei confronti del neofascismo.[19]
- Altri documenti dello stesso sito riguardano un possibile coinvolgimento dell'aviazione statunitense nella strage di Ustica (cablogrammi inviati dall'ambasciatore nel 1992 e nel 2003); in uno l'ambasciatore ribadisce che sosterrebbe l'ipotesi della bomba a bordo, proposta da Carlo Giovanardi, in quanto negherebbe le responsabilità della NATO, se non ci fossero le prove del missile ormai rese pubbliche; l'ambasciatore rivela inoltre del timore americano di una nuova "fuga di notizie".[20]
- Vincenzo Vinciguerra, terrorista neofascista di Ordine Nuovo e poi di Avanguardia Nazionale, condannato e reo confesso per la strage di Peteano, ha reso dichiarazioni spontanee ai magistrati (non motivate dall'avere sconti di pena come quelle di altri «pentiti» neofascisti sulle stragi, per questo ritenute più attendibili) sui coinvolgimenti dell'estrema destra nella strategia della tensione e, riguardo alla strage di Bologna, ha fatto riferimento alla struttura clandestina anticomunista della NATO in Italia, nota poi come Organizzazione Gladio, e ai suoi settori deviati; queste allusioni e rivelazioni furono da lui ripetute in varie interviste successive. Ha inoltre paragonato la dinamica a quella di una tentata strage, fallita, il 28 agosto 1970 alla stazione di Verona (oltre che a quella del 30 luglio 1980). Ha poi affermato la colpevolezza di Mambro e Fioravanti nella strage del 2 agosto (e quindi il fatto che anche i NAR furono spinti a partecipare alla strategia della tensione, come era accaduto agli altri gruppi di estrema destra, in cambio di protezione), e che, a suo parere, avrebbero avuto coperture politiche anche da parte del MSI e dei suoi eredi diretti. Queste pressioni – di persone che poi avrebbero avuto importanti ruoli governativi e amministrativi negli anni novanta e duemila – attribuì, sempre secondo il suo personale parere, i benefici di legge a loro concessi, nonostante i numerosi ergastoli comminati. Vinciguerra non sarà testimone diretto nel processo di Bologna[21][22][23][24]. Nel 1991 un documento cercò di attribuire la strage del 2 agosto ai «gladiatori»: il testo, datato 19 maggio 1982, era catalogato con un semplice «numero 18», riferiva che l'esplosivo usato proveniva da un deposito di Gladio, e apparivano le firme di Paolo Inzerilli (capo di stato maggiore del SISMI nel 1991) e dell'ammiraglio Fulvio Martini. In seguito si scoprì che il documento era falso, scritto su carta intestata dei servizi segreti e arrivato per vie anonime, poiché nel 1982 Martini non era ancora arrivato ai vertici del controspionaggio militare (era vicesegretario generale della Difesa), mentre Inzerilli non poteva siglare i documenti in quanto era direttore di divisione del SISMI. Un'altra incongruenza riguardava l'uso del materiale esplosivo per Bologna, poiché quello di Gladio era stato ritirato completamente nel 1972[25].

### Le condanne

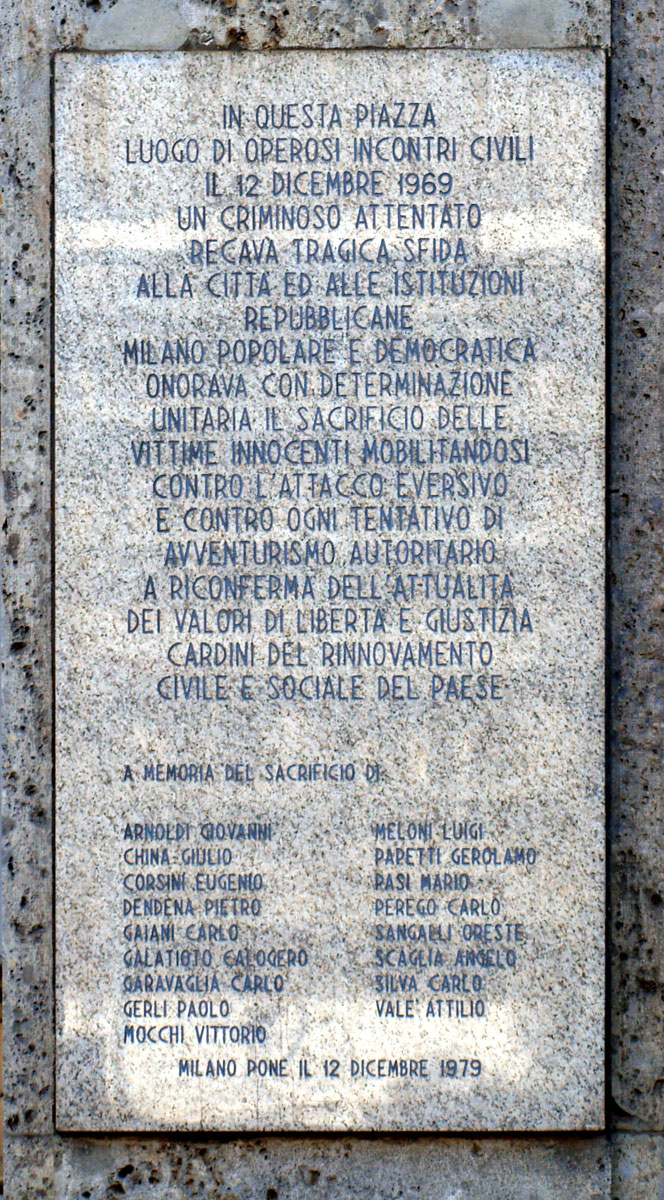
Lapide commemorativa delle vittime della strage di piazza Fontana, apposta nel decimo anniversario della strage.

Le condanne definitive per tali stragi e attentati sono poche, e tutte relative agli esecutori materiali, a colpevoli marginali e non ai presunti mandanti, sempre assolti o mai definiti come tali da sentenze giudiziarie:
- Per le bombe sui treni del 1969, precedenti a piazza Fontana e che causarono feriti ma non morti, vennero condannati Franco Freda e Giovanni Ventura, esponenti della cellula veneta di Ordine Nuovo;
- Per la strage di Piazza Fontana, Franco Freda, Giovanni Ventura e Guido Giannettini (ex agente del SID) vennero assolti per mancanza di prove dall'accusa di strage mentre gli ex ufficiali del SID Gianadelio Maletti e Antonio Labruna vennero condannati per falso ideologico in atto pubblico e favoreggiamento personale nei confronti di Guido Giannettini: tale sentenza venne confermata, nel 1987, dalla Corte di Cassazione. In un altro processo per la strage, dopo un tortuoso percorso giudiziario, vennero assolti definitivamente dall'accusa di strage anche Delfo Zorzi, Carlo Maria Maggi e Giancarlo Rognoni (esponenti e dirigenti della cellula veneziana-mestrina di Ordine Nuovo) mentre fu riconosciuto, nel primo grado di giudizio (divenuto definitivo per la rinuncia all'appello dell'imputato), il coinvolgimento di Carlo Digilio (anch'egli ex militante di Ordine Nuovo e sedicente ex agente segreto), reo confesso di aver partecipato al confezionamento della bomba, ma la cui imputazione fu prescritta grazie ai benefici della collaborazione di giustizia e la pena estinta, prima che la sentenza fosse definitiva[26]. Nel 2005 la Cassazione ha affermato che la strage di Piazza Fontana fu realizzata da «un gruppo eversivo costituito a Padova nell'alveo di Ordine Nuovo» e «capitanato da Franco Freda e Giovanni Ventura», che però non furono più processabili in quanto «irrevocabilmente assolti dalla Corte d'assise d'appello di Bari»[27][28].
- Per la strage di Gioia Tauro, i neofascisti Vito Silverini, Vincenzo Caracciolo e Giuseppe Scarcella furono riconosciuti esecutori materiali ma tutti deceduti prima della sentenza definitiva[9];
- Per la strage della Questura di Milano venne condannato l'autoproclamato individualista stirneriano Gianfranco Bertoli, arrestato in flagranza di reato e reo confesso;
- Per la strage di Peteano vennero condannati Vincenzo Vinciguerra (reo confesso), Ivano Boccaccio (riconosciuto colpevole post mortem) e Carlo Cicuttini. I carabinieri Antonio Chirico, Dino Mingarelli e Giuseppe Napoli sono stati condannati per aver depistato le indagini[29][30]. Nel 1993 il perito balistico Marco Morin (un tempo consulente di fiducia della Procura della Repubblica di Venezia) è stato condannato per peculato e favoreggiamento, insieme ad altri Ufficiali accusati di falsa testimonianza[31];
- Per la strage dell'Italicus si accertò una responsabilità del movimento Ordine Nero, ma gli imputati (i neofascisti Mario Tuti, Piero Malentacchi e Luciano Franci) furono tutti assolti, vista l'impossibilità di determinarne la colpevolezza specifica[10].
- Per la strage di piazza della Loggia venne riconosciuta la colpevolezza di Carlo Digilio (reo confesso), e post-mortem di Ermanno Buzzi e Marcello Soffiati, mentre furono assolti gli altri imputati, tra cui Delfo Zorzi; nel 2015, dopo un lungo iter ancora in corso, furono condannati in appello Carlo Maria Maggi come mandante e Maurizio Tramonte (ex informatore del SID con lo pseudonimo di «Tritone») come uno degli esecutori;

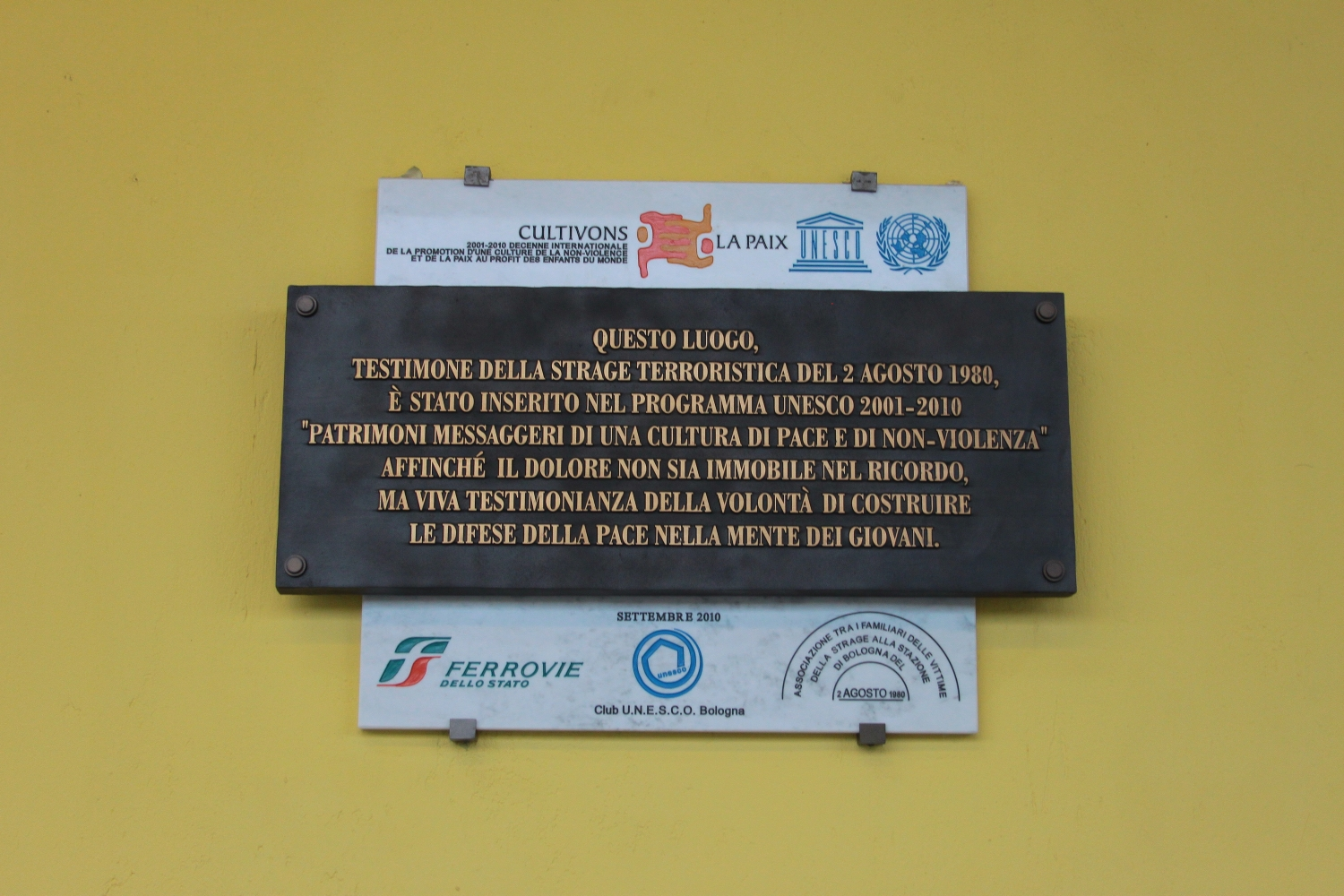
Lapide dell'UNESCO alla memoria delle vittime della strage di Bologna.

- Per la strage di Bologna vennero condannati come esecutori Luigi Ciavardini, Giuseppe Valerio Fioravanti e Francesca Mambro (membri dei NAR)[32] mentre l'ex capo della P2 Licio Gelli, gli ufficiali del SISMI Pietro Musumeci e Giuseppe Belmonte, e il faccendiere Francesco Pazienza (collaboratore del SISMI) sono stati condannati per depistaggio. Sono circolate infatti per lungo tempo (e ancora oggi, in parte) teorie che indicano il terrorismo palestinese colpevole della strage di Bologna come ritorsione per la rottura del cosiddetto lodo Moro, o altre che indicano la strage come un'azione dei servizi segreti libici come vendetta per l'abbattimento di un MiG-23 libico durante la strage di Ustica[33][34].
- Per la strage del Rapido 904 vennero condannati il boss mafioso Giuseppe Calò e altri personaggi a lui legati (Guido Cercola, Franco Di Agostino e l'esperto tedesco di esplosivi Friedrich Schaudinn)[35]. Secondo la sentenza del processo, Cosa Nostra organizzò la strage al fine di distogliere l'attenzione delle autorità dalle indagini del pool antimafia e dalle dichiarazioni dei collaboratori di giustizia Tommaso Buscetta e Salvatore Contorno[36]. Il boss Salvatore Riina, processato come mandante, venne invece assolto nel 2015.

## Ipotesi e teorie del complotto
(Licio Gelli durante un'intervista al settimanale Oggi, Roma, 15 febbraio 2011.)
(Vincenzo Vinciguerra, ex terrorista nero, autore della strage di Peteano.)

Licio Gelli.

Dopo la strage di piazza Fontana alcuni movimenti radicali, in particolare dell'estrema sinistra, adottarono gli slogan «strage di stato» o «terrorismo di stato» per indicare la loro convinzione che vi fosse la partecipazione nascosta (o il benestare) di settori dello Stato in azioni terroristiche ai danni del proprio popolo, in particolare dopo il clamoroso successo del libro di controinchiesta "La strage di Stato" (pubblicato nel 1970 dalla casa editrice Samonà e Savelli, che solo quell'anno vendette oltre 20.000 copie): tale teoria sarebbe consistita nella divisione, manipolazione e controllo dell'opinione pubblica mediante l'uso di paura, propaganda, disinformazione, manovre psicologiche, agenti provocatori e attentati terroristici compiuti mediante l'utilizzo della tecnica del False flag (cioè congegnati in modo tale da farli apparire ideati ed eseguiti da membri di organizzazioni dell'estrema sinistra o gruppi anarchici), nei quali era coinvolto un coacervo di forze e soggetti tra loro differenti (gruppi terroristici della destra neofascista, logge coperte della massoneria, parti deviate dei servizi segreti, nonché strutture e organizzazioni segrete, come ad esempio Rosa dei venti, e, talvolta, formazioni paramilitari, finanziate e addestrate direttamente dalla CIA come Gladio, un'organizzazione stay-behind nata inizialmente per contrastare le azioni di spionaggio ed un eventuale attacco delle forze del Patto di Varsavia e dell'Unione Sovietica ai paesi della NATO).
Il 14 novembre del 1974, il Corriere della Sera pubblicò l'articolo Cos'è questo golpe? Io so, scritto dall'intellettuale e scrittore Pier Paolo Pasolini, in cui accusava la Democrazia Cristiana e gli altri partiti suoi alleati nel governo di essere i veri mandanti delle stragi, a partire da piazza Fontana:
(Pier Paolo Pasolini, Corriere della Sera, 14 novembre 1974.)
Poi rincarò la dose, e fece i nomi di importanti politici, circa due mesi prima del suo omicidio:
(Pier Paolo Pasolini, Processare la Dc.)
Il giornalista Roberto Scardova, assieme a Paolo Bolognesi (presidente dell'Associazione tra i familiari delle vittime della strage di Bologna del 2 agosto 1980 e deputato del Partito Democratico), ipotizza un'unica strategia anticomunista internazionale, attuata in Grecia con la dittatura dei colonnelli, in Italia con la strategia della tensione, comprendente falsi golpe di avvertimento e reali stragi, di cui Bologna fu il culmine, e in America Latina con i colpi di Stato (Cile, dittatura argentina) dell'operazione Condor, con mandanti originari uomini dei servizi segreti anglo-americani, importanti politici italiani e stranieri. La strategia della tensione sarebbe partita da prima della fine della seconda guerra mondiale con la costituzione, in ambito fascista, della struttura parastatale denominata Noto servizio o «Anello», il cui capo durante la Repubblica, secondo quanto detto anche da Licio Gelli, sarebbe stato Giulio Andreotti. Lo stragismo avrebbe quindi da sempre usato manovalanza neofascista, neonazista, criminali comuni e mafiosi e avrebbe goduto di finanziamenti esterni provenienti dall'estero (sia dalla NATO, sia dal petrolio della Libia di Gheddafi, in affari segreti con i governi di Andreotti e con l'ENI di Eugenio Cefis) e da faccendieri italiani. Bolognesi e Scardova aggiungono all'elenco dei fatti anche gli omicidi di Pier Paolo Pasolini, Mauro De Mauro ed Enrico Mattei, oltre alla morte di Giangiacomo Feltrinelli (in realtà deceduto mentre preparava un attentato a un traliccio), alcuni aspetti del caso Moro e le bombe mafiose del 1992-93.
In particolare, secondo alcuni, Michele Sindona avrebbe finanziato la strategia della tensione dal 1969 al 1974 (il periodo di maggior interesse degli Stati Uniti), mentre tra i successivi finanziatori, tra gli altri, ci sarebbero stati, in un doppio gioco internazionale dell'Italia tra NATO e paesi non allineati, tra CIA e FPLP, lo stesso Muʿammar Gheddafi (anche azionista di minoranza della FIAT per via del petrolio, e forse coinvolto in un traffico d'armi tra la Libia e la penisola di cui faceva parte anche l'anticomunista Organizzazione Gladio, e la cui ascesa venne favorita di nascosto anche dai servizi segreti italiani) ma anche il citato Licio Gelli. Il raìs libico avrebbe anche, con Gelli, finanziato indirettamente le varie "leghe" indipendentiste e alcuni movimenti di estrema destra dal tono apparentemente anti-imperialista (come Ordine Nuovo ed Avanguardia Nazionale, i principali gruppi coinvolti, con i NAR, nelle bombe stragiste dirette dai servizi deviati), presso cui godeva di grande rispetto, così come aveva fatto anche con l'IRA e Settembre Nero.
Alex Boschetti ed Anna Ciammitti nel loro libro La strage di Bologna che analizza la strage del 2 agosto 1980 e tutti i riscontri delle indagini, compresi i depistaggi attuati da Licio Gelli, considerano i NAR un punto di snodo nella strategia della tensione insieme con la P2 e la CIA per attuare uno spostamento dell'Italia verso destra con un golpe strisciante aiutato da gran parte dei rappresentanti di governo e servizi segreti (in buona parte iscritti alla loggia coperta P2).
Fu ipotizzato il coinvolgimento della P2 nella Strage dell'Italicus. Alla detta loggia viene inoltre attribuita impronta "atlantica".
Destabilizzare per stabilizzare, quindi una presa violenta del Paese così come era teorizzato dal manuale trovato nella valigetta di Gelli "Field Manual" di provenienza CIA che forse finanziò e favorì tale situazione con l'operazione CHAOS per non permettere l'accesso al governo dei comunisti in Italia, sarebbe stato cioè un coinvolgimento dei servizi segreti italiani, uno dei cui direttori, Vito Miceli, fu arrestato nel 1974.
Secondo il cosiddetto "Memoriale Moro", scritto dall'on. Aldo Moro durante la sua prigionia presso le Brigate Rosse:
Fautori ne erano in generale coloro che nella nostra storia si trovano periodicamente, e cioè ad ogni buona occasione che si presenti, dalla parte di [chi] respinge le novità scomode e vorrebbe tornare all'antico.

Tra essi erano anche elettori e simpatizzanti della D.C.[...] non soli, ma certo con altri, lamentavano l'insostenibilità economica dell'autunno caldo, la necessità di arretrare nella via delle riforme e magari di dare un giro di vite anche sul terreno politico.»
(Memoriale Moro)
Gianadelio Maletti, l'ex capo dell'ufficio D del SID (dal 1971 al 1975), ora cittadino sudafricano e con diverse condanne pendenti in Italia (tra cui quelle relative ai depistaggi dei servizi nelle indagini sulla strage di piazza Fontana) il 4 agosto 2000 rilascia un'intervista al quotidiano la Repubblica in cui parla del coinvolgimento della CIA nelle stragi compiute dai gruppi di destra: secondo Maletti non sarebbe stata determinante nella scelta dei tempi e degli obbiettivi, ma avrebbe fornito ad Ordine Nuovo e ad altri gruppi di destra attrezzature ed esplosivo (tra cui, in base a quanto riferisce Maletti sulle indagini effettuate allora dal SID, anche quello impiegato nella strage di piazza Fontana) con lo scopo di creare un clima favorevole ad un colpo di Stato simile a quello avvenuto nel 1967 in Grecia e del fatto che al SID, nonostante questo servizio informasse il governo di quanto scoperto, non fu mai chiesto di intervenire.
Gian Adelio Maletti venne ascoltato il 21 marzo 2001 dal tribunale di Milano, relativamente ai processi su Piazza Fontana (evento per cui era stato condannato nel 1981 per depistaggio). Sulla forma della sua deposizione vi fu uno scontro tra difesa e accusa. La difesa sosteneva che dovesse deporre come teste, quindi sotto giuramento e quindi obbligato a dire la verità. L'accusa sostenne invece che dovesse deporre come imputato e quindi senza giuramento e senza il conseguente obbligo di dire la verità. La corte sentenziò a favore delle tesi dell'accusa. Il Maletti depose quindi come imputato e quindi senza obbligo di attenersi al vero nella sua deposizione.
Maletti dichiarò che esisteva una "regia internazionale" delle stragi relative alla strategia della tensione. Su domanda della difesa dichiarò tuttavia di non avere prove da poter mostrare. In un'intervista concessa dopo la deposizione Maletti confermerà la sua convinzione che gli Stati Uniti avrebbero fatto di tutto per evitare uno spostamento a sinistra dell'Italia e che simili azioni avrebbero potuto essere state attuate anche in altri paesi. La CIA alcuni mesi dopo respingerà esplicitamente le accuse. Franco Freda ha smentito le tesi di Maletti, affermando l'autonomia ideologica ed operativa di Ordine Nuovo. Altri, senza rinnegare queste ricostruzioni, legano la strategia della tensione alle direttive atlantiche dei servizi segreti, che lasciavano agire, entro certi limiti, i gruppi neofascisti per evitare una crescita eccessiva di quelli comunisti (teoria degli opposti estremismi), ma i neofascisti avrebbero pianificato e agito secondo le loro ideologie eversive, scegliendo obiettivi e modi autonomamente, pur godendo di protezioni e talvolta essendo reclutati. L'ideologia dei gruppi eversivi avrebbe dettato la metodologia stragista o comunque la loro lotta armata, ed essa non fu ordinata dai mandanti occulti in maniera esplicita e diretta. Il giudice Guido Salvini che indagò su piazza Fontana, l'attentato che inaugurò la strategia ha dichiarato che:

## Onomaturgia
L'espressione «strategia della tensione» è in realtà inglese (strategy of tension): fu coniata dal settimanale britannico The Observer, che aveva intrapreso un'inchiesta giornalistica sui legami delle destre tra Grecia ed Italia nel 1969. Il primo articolo di tale inchiesta fu del giornalista Leslie Finer del 7 dicembre 1969, appena cinque giorni prima della strage di piazza Fontana.
(Leslie Finer su Neri!)
«Ma non è Finer a coniare quell’espressione»: essa compare nella seconda puntata di quell'inchiesta, condotta dall'Observer dopo una settimana con un articolo del 14 dicembre degli inviati in Italia Neal Ascherson, Michael Davie e Frances Cairncross. Neal Ascherson, inviato a Roma dell’«Observer» e uno dei firmatari dell’articolo, in un’intervista del 2014 rilasciata alla giornalista e ricercatrice romana Simona Zecchi, chiarì che quel discorso e quell’espressione gli erano stati suggeriti da colleghi italiani con i quali era in contatto, Antonio Gambino e Claudio Risé, entrambi dell’«Espresso», nel corso di alcune conversazioni del 12 e 13 dicembre 1969, tra lo scoppio della bomba e la pubblicazione dell’articolo.

## Critiche
Un giudizio critico del termine «strategia della tensione» fu dato dal giornalista Indro Montanelli, il quale sostenne che si trattava di una locuzione avallata dagli ambienti di sinistra per fornire un alibi al terrorismo rosso e per sostenere che la violenza veniva soltanto da destra, bollandola come un «teorema» che non ha mai trovato dimostrazione. Il generale e studioso di questioni militari Ambrogio Viviani ha scritto che i cosiddetti depistaggi costituivano semplicemente informazioni incomplete dato che gli informatori non potevano accedere a tutto nelle organizzazioni in cui erano infiltrati e che le cosiddette protezioni degli stessi costituivano una prassi utilizzata da tutti i servizi segreti del mondo. Lo storico Giovanni Sabatucci ha affermato che non è stato dimostrato il nesso tra le stragi terroristiche e i risultati elettorali, facendo tra l'altro notare che gli anni in cui si ebbero le maggiori stragi (1972-1976) si erano chiusi con un aumento vertiginoso di voti per il Pci (che passò dal 27% al 34,4%); e che la strage alla Stazione di Bologna dell'agosto 1980 si verificò quando l'avanzata comunista aveva già cessato di apparire come una minaccia. Dunque la strategia della tensione fallì gli obiettivi che i suoi architetti si erano preposti: tutto il lavorio terroristico degli uomini del SID, dell'Ufficio Affari Riservati con Federico Umberto D'Amato, della CIA che finanziava il SID, dell'Aginter Press per mezzo di Guido Giannettini, di Stefano delle Chiaie di Avanguardia Nazionale, di Franco Freda e Giovanni Ventura di Ordine Nuovo e di migliaia di fiancheggiatori fu proprio inutile. In Italia il potere costituzionale continuò a funzionare e la repubblica presidenziale o la dittatura militare, malgrado tutto, non riuscirono mai a essere realizzate.

## Cinema e teatro
- Luciano Salce, Colpo di stato, 1969
- Costa-Gavras, Z - L'orgia del potere, 1969, sui collegamenti con la situazione della Grecia
- Elio Petri, Indagine su un cittadino al di sopra di ogni sospetto, 1970
- Dario Fo, Morte accidentale di un anarchico, commedia teatrale, 1970
- Francesco Rosi, Il caso Mattei, 1972
- Stefano Vanzina, La polizia ringrazia, 1972
- Marco Bellocchio, Sbatti il mostro in prima pagina, 1972
- Mario Monicelli, Vogliamo i colonnelli, 1973
- Francesco Rosi, Cadaveri eccellenti, 1976
- Carlo Lizzani, San Babila ore 20: un delitto inutile, 1976
- Marco Tullio Giordana, Pasolini, un delitto italiano, 1995
- Michele Placido, Un eroe borghese, 1995
- Marco Tullio Giordana, La meglio gioventù, 2003
- Renzo Martinelli, Piazza delle Cinque Lune, 2003
- Michele Placido, Romanzo criminale, 2005
- Giorgio Capitani, Il generale Dalla Chiesa, film TV, 2007
- Paolo Sorrentino, Il divo, 2008
- Marco Tullio Giordana, Romanzo di una strage, 2012
- Giorgio Molteni e Daniele Santamaria Maurizio, Bologna 2 agosto... I giorni della collera, 2014
- Alberto Negrin, Qualunque cosa succeda, miniserie TV, 2014